# Nicolas Bérain
Nicolas Bérain (* 17. Jahrhundert; † 18. Jahrhundert) war ein französischer Grammatiker.

## Leben
Bérain war Anwalt am Parlement de Paris. Er trat mit verschiedenen Schriften hervor, darunter einer Sammlung puristischer Anmerkungen zur französischen Sprache (in der Nachfolge von Claude Favre de Vaugelas), die in neuester Zeit sprachwissenschaftliche Beachtung fand.

## Werke
- Les Différentes Moeurs et coutumes des anciens peuples, dans les actions les plus considérables de la vie, Paris 1668 (136 Seiten), Amsterdam 1670
- Nouvelles Remarques sur la langue française, par M. N. B. avocat au Parlement de Paris, Rouen 1675 (320 Seiten), Tours 2006 (Widmung an Edouard-Jean Molé de Champlâtreux 1610–1682)
- Calculs faits et faciles à composer sur l’addition, la soustraction, la multiplication et la division, par M. N. B*, A. A. P. (N. Bérain, avocat au Parlement), Paris 1706 (589 Seiten)